# 塞拉佩特罗纳
塞拉佩特罗纳（義大利語：Serrapetrona），是意大利马切拉塔省的一个市镇。总面积37平方公里，人口1018人，人口密度27.5人/平方公里（2009年）。ISTAT代码为043051。